# Constant Auguste Thomsen
Constant Auguste Thomsen, né le 5 février 1869 dans le 12e arrondissement de Paris et mort en 1925, est un sculpteur français.

## Biographie
Thomsen appartient à une famille danoise d’origine. L'un de ses oncles, le général Thomsen, fut ministre de la Guerre au Danemark, et sa sœur, l'actrice Mlle Alberte Thomsen (187?-1896), morte très jeune, fut pensionnaire de la Comédie-Française.
Élève de Charles Gauthier (1831-1891) et Gabriel Jules Thomas (1824-1905), Thomsen débute aux Salons annuels de la Société des artistes français en 1888, avec Le Serment du jeune Annibal, statue en plâtre, dont il fut fait un marbre.

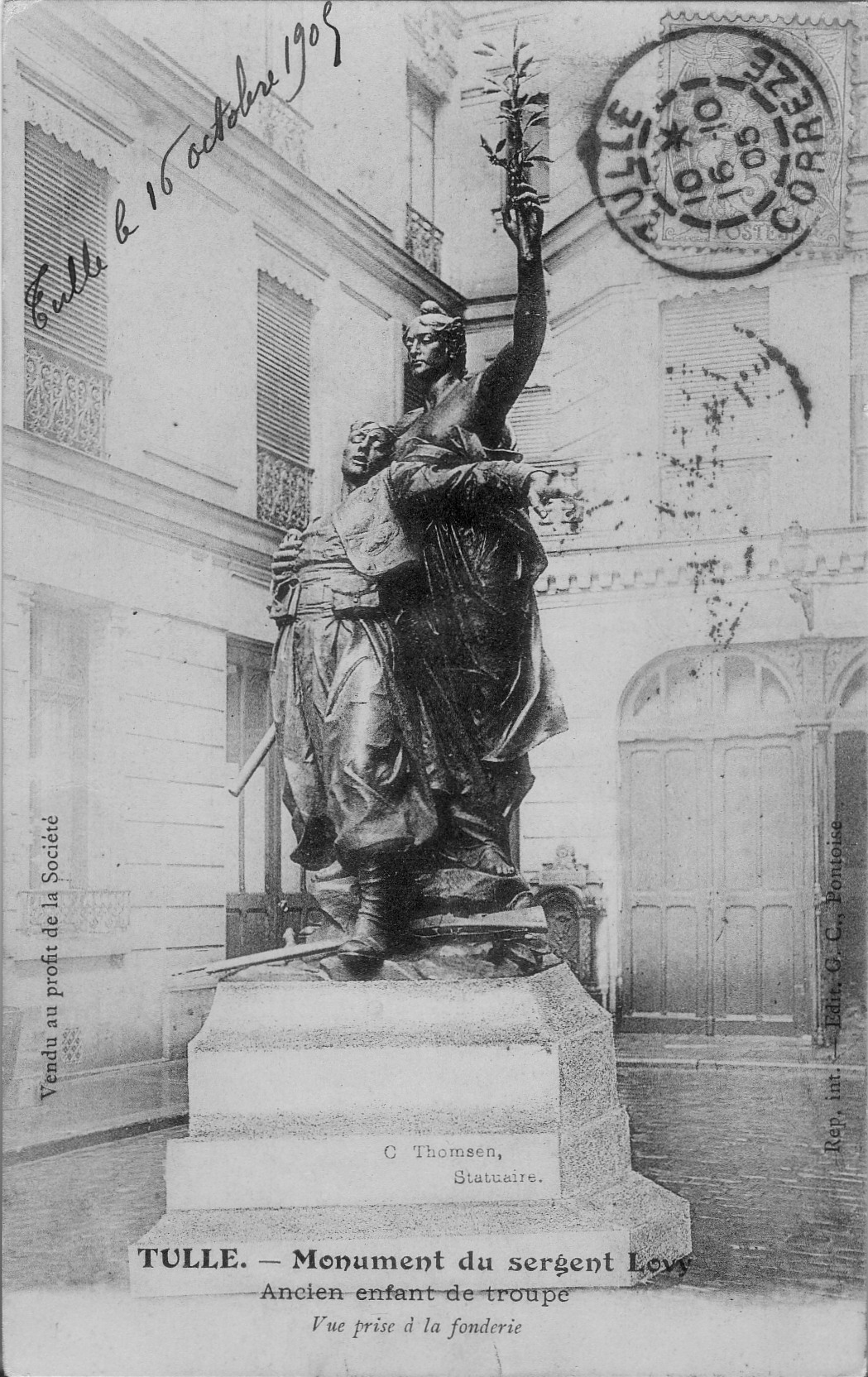
La statue du Monument Lovy de Constant Auguste Thomsen, statuaire. Vue prise à la fonderie. Cette carte postale, éditée par G.C. Pontoise, est datée du 16 octobre 1905.

Cet artiste est auteur d’un Éros, statue en marbre (1893) et de nombreux bustes plâtre : le Docteur Camescasse (1895), M. Duprez, professeur au conservatoire (1895) ; bustes bronze : M. Balthazard (1897) ; bustes marbre : Mon Beau-Père (1897).
Il a donné un groupe de couronnement en plâtre pour le Monument de la défense de Bazeilles qui lui a été commandé par le Comité de la défense de cette ville (1898).
Il a encore exécuté : le Temps, la Douleur et l’Immortalité, bas-reliefs pour une chapelle funéraire de Bradford ; un Monument, pour un groupe scolaire à Plombières[Lequel ?] ; une statue de Notre-Dame de l’Usine pour la basilique Saint-Rémi de Reims, etc.
Lauréat de plusieurs concours, C.-A. Thomsen est officier d’Académie. Il demeurait à l’Isle-Adam (Seine-et-Oise) où se trouvait son atelier. Il remporta, en 1905, le 1er prix, doté d'une récompense de 1000 francs, pour l'érection du monument commémoratif au sergent fourrier Charles Lovy, mort au combat de Ksar el Azoudj (Algérie) le 29 mars 1903 et qui sera inauguré le dimanche 24 septembre 1905 à Tulle sous la présidence du ministre de la Guerre Maurice Berteaux. Sa maquette et celles des dix autres artistes y concourant avaient été présentée à la mairie du 4e arrondissement de Paris  du 9 au 14 février précédent, sur le thème « Lovy meurt en faisant à la France le sacrifice de son héroïsme ».
Il est inhumé au cimetière communal de Montévrain (Seine-et-Marne). Le cimetière communal conserve la sépulture du sculpteur.